# Lasaki (województwo śląskie)
Lasaki (niem. Lassoky, 1936-1945 Weidenmoor, pol. po wojnie Lasoki) – wieś w Polsce położona w województwie śląskim, w powiecie raciborskim, w gminie Rudnik.

## Położenie
Lasaki są położone w północno-zachodniej części gminy nad rzeką Odrą. Mają powierzchnię 1,55 km² oraz ponad dwustu mieszkańców.

## Nazwa
Wieś miała niemiecką nazwę Lassoky, w latach 1936–1945 Weidenmoor.
Nazwa wsi pochodzi prawdopodobnie od słowa Lasok, które oznaczało robotnika leśnego.

## Historia
Pierwszy raz wzmiankowano w XV wieku jako przysiółek Sławikowa o nazwie Sławikowski Górny Las. W 1822 r. powstało tutaj samodzielne sołectwo, a wcześniej wieś była przysiółkiem Sławikowa.
W latach 1975–1998 miejscowość administracyjnie należała do województwa katowickiego.

## Demografia
W 2016 roku w Lasakach ludność w wieku przedprodukcyjnym na 100 mieszkańców wynosiła 12,87, co uplasowało wieś poniżej średniej w gminie (16,95). Natomiast ludność w wieku produkcyjnym wynosiła 69,01 (średnia w gminie – 66,90), a w wieku poprodukcyjnym – 18,13 (średnia w gminie – 16,25). Stosunek mieszkańców w wieku poprodukcyjnym do mieszkańców w wieku produkcyjnym wynosił 26% (średnia w gminie – 24%). Mediana wieku mieszkańców wynosi 48 lat (średnia w gminie - 47,11).
| Rok  | Liczba ludności | Gęstość zaludnienia (os./km²) |
| ---- | --------------- | ----------------------------- |
| 2004 | 205             | 132,26                        |
| 2011 | 187             | 120,6                         |
| 2016 | 171             | 110,32                        |

## Religia
Miejscowość podlega parafii św. Jerzego w Sławikowie.

## Zabytki

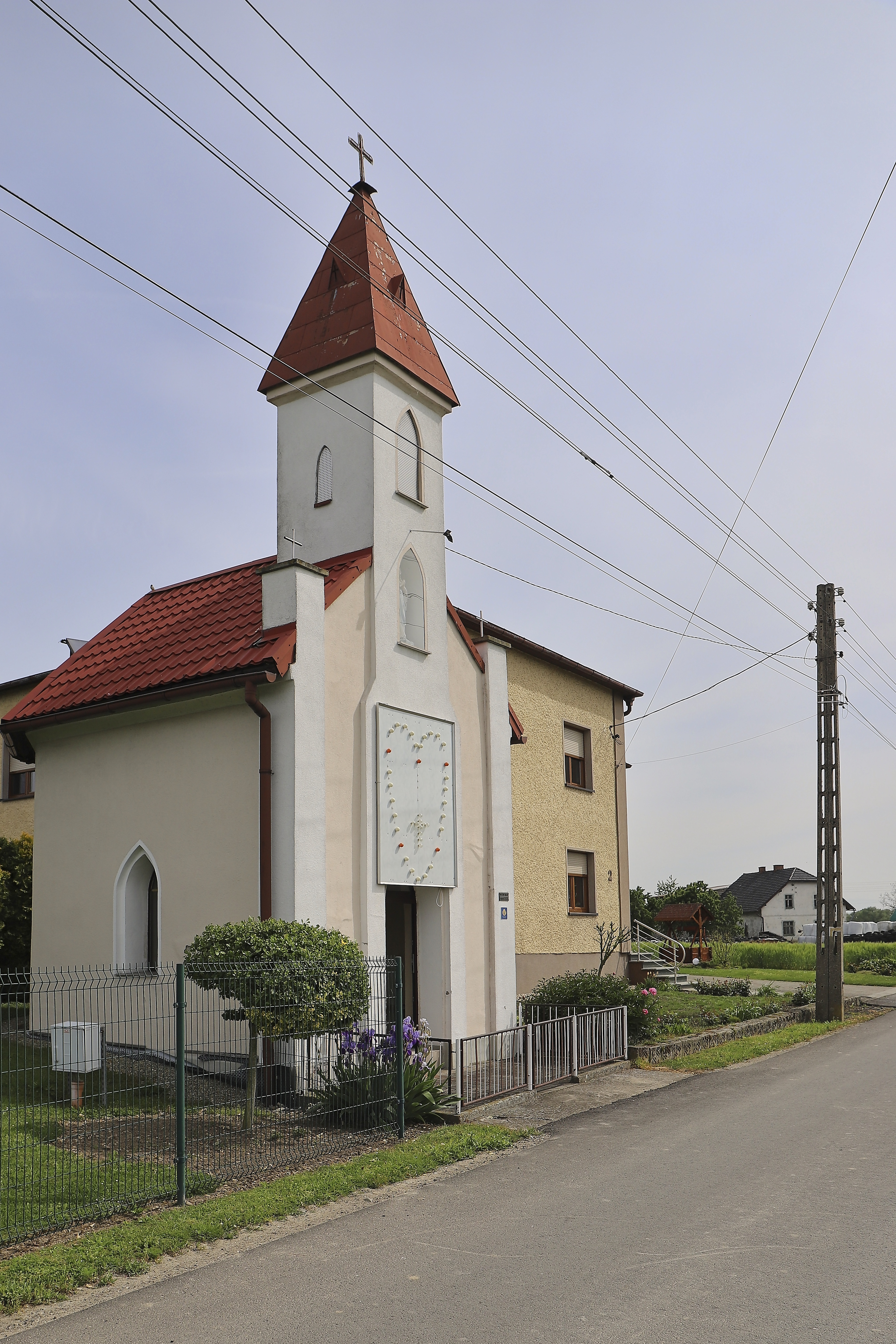
Kaplica

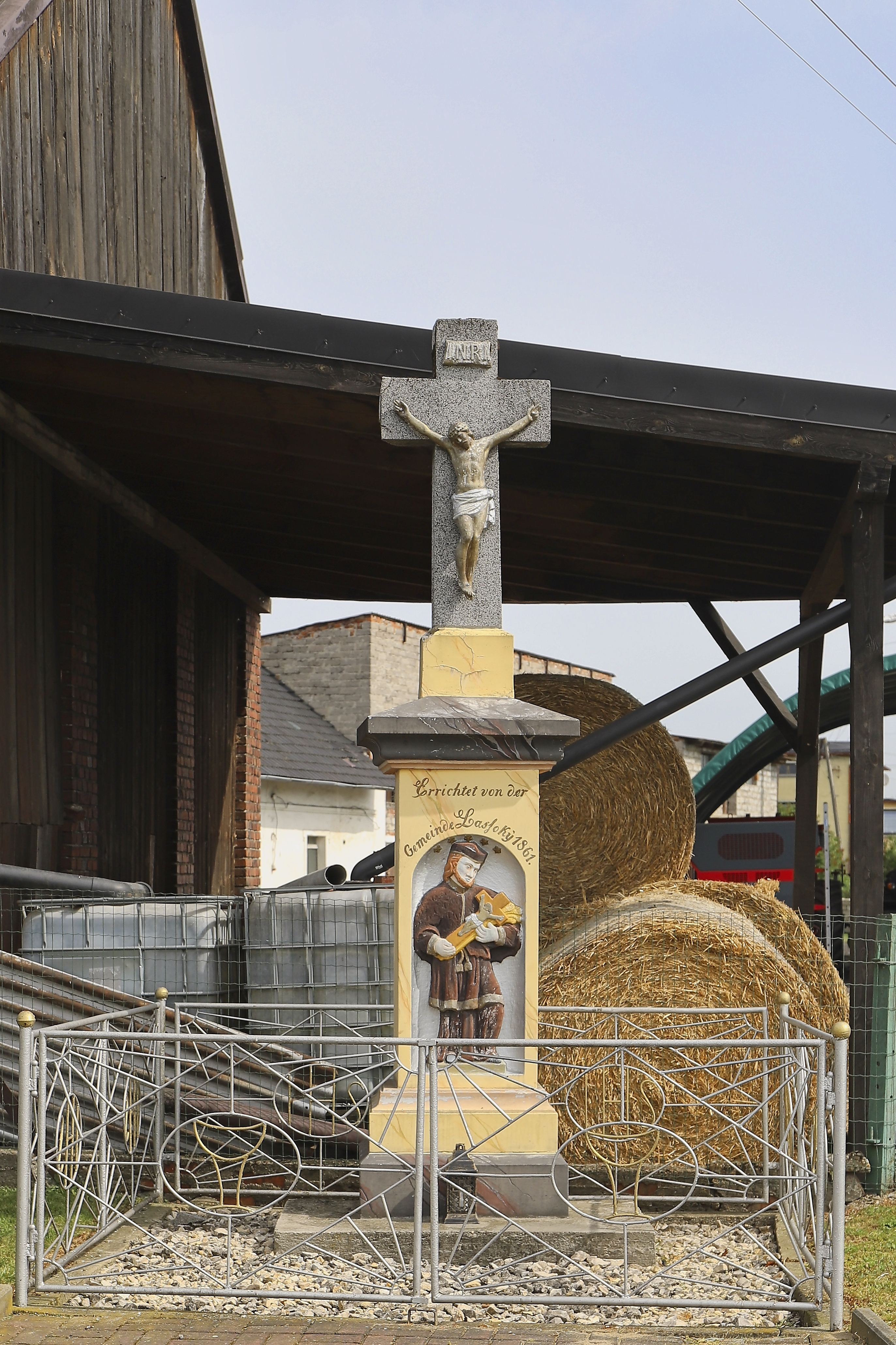
Krzyż przydrożny

Przy ul. Sławikowskiej (nr 3) znajduje się neogotycka kapliczka domkowa z 1860 r., prostokątna z wieżyczką, w której znajduje się dzwon. Kapliczka jest murowana z cegły i otynkowana. Przy ul. Nadodrzańskiej (nr 22) stoi krzyż kamienny z postacią Chrystusa Króla na postumencie z niszą, w której stoi figura św. Jana Nepomucena. Krzyż pochodzi z II połowy XIX wieku.